# Denhama austrocarinata
Denhama austrocarinata is een insect uit de orde Phasmatodea en de  familie Phasmatidae. De wetenschappelijke naam van deze soort is voor het eerst geldig gepubliceerd in 2005 door Otte & Brock.
1. ↑  (en) Denhama austrocarinata op de IUCN Red List of Threatened Species.